# كينغ لوي
كينغ لوي (بالإنجليزية: King Louie) هو كاتب أغاني أمريكي، ولد في 27 ديسمبر 1987 في شيكاغو في الولايات المتحدة.

## وصلات خارجية
- الموقع الرسمي
- كينغ لوي على موقع ميوزك برينز (الإنجليزية)
- كينغ لوي على موقع ميوزك برينز (الإنجليزية)
- كينغ لوي على موقع أول ميوزيك (الإنجليزية)
- كينغ لوي على موقع ديسكوغز (الإنجليزية)